# مجله پلیمر اروپا
مجله پلیمر اروپا (انگلیسی: European Polymer Journal) نشریه ای پیرامون شیمی و فیزیک پلیمر‌ها با داوری همتا است که از سال ۱۹۵۹ توسط انتشارت الزویر منتشر می شود.